# جاستن فنسنت
جاستن فنسنت (بالإنجليزية: Justin Vincent)‏ هو لاعب كرة قدم أمريكية أمريكي، ولد في 25 يناير 1983 في ليك تشارلز في الولايات المتحدة.